# Jennifer Stone (actriz)
Jennifer Lindsay Stone (Arlington, Texas; 12 de febrero de 1993) es una actriz y enfermera estadounidense conocida por interpretar a Harper Finkle en la serie original de Disney Channel, Wizards of Waverly Place, así como las películas y especiales asociadas. Abby Hanover en la película de comedia Mean Girls 2.

## Biografía
Stone comenzó su carrera artística después de ver a su hermano actuar en varias obras de teatro. A los ocho años firmó contrato con una conocida agencia de talentos infantiles y comenzó a hacer audiciones y rodar spots televisivos.
Participó en varios spots y puso su voz para otros tantos, pero el giro en su carrera llegó en 2003 cuando interpretó a Martha, la sobrina de Robert Duvall y Michael Caine en la película Secondhand Lions de New Line Cinema, junto a Haley Joel Osment. Por ese papel recibió una nominación para los Young Artist Award, así como una nominación por su aparición en 2005 como invitada en la serie House M. D. y también hizo apariciones en Line of Fire y Without a trace. Hizo una intervención en la película Hairspray como bailarina.
En febrero de 2007 se incorporó al elenco principal de la serie original de Disney Channel, Wizards of Waverly Place y su película Wizards of Waverly Place: The Movie, como Harper Finkle, la mejor amiga de Alex Russo (Selena Gomez) la película de Disney Channel. En 2013, retoma nuevamente como Harper Finkle en el especial de televisión The Wizards Return: Alex vs. Alex, después de la última temporada en la serie asociada.
Desde 2020, actualmente como enfermera.

## Filmografía
| Cine       | Cine                                     | Cine                  | Cine                                 |
| Año        | Título                                   | Rol                   | Notas                                |
| ---------- | ---------------------------------------- | --------------------- | ------------------------------------ |
| 2003       | Spy Kids 3-D: Game Over                  | Extra                 | Sin acreditar                        |
| 2003       | Secondhand Lions                         | Martha                |                                      |
| 2011       | Fresh Studio                             | Maddie Rogers         |                                      |
| 2011       | That's What I Am                         |                       |                                      |
| 2013       | Nothing Left to Fear                     | Mary                  |                                      |
| 2013       | Grave Secrets                            | Niñera                |                                      |
| 2019       | Santa Girl                               | Cassie                | Directo a video                      |
| 2019       | The In-Between                           | Mads Olsen            | También como escritora               |
| TBA        | The Perfect Night                        | Sloane                | Filmando                             |
| Televisión |                                          |                       |                                      |
| Año        | Título                                   | Rol                   | Notas                                |
| 2004       | Line of Fire                             | Lily O'Donnell        | Episodio: "Mother and Child Reunion" |
| 2005       | House                                    | Jessica Simms         | Episodio: "Heavy"                    |
| 2005       | Without a Trace                          | Brittany              | Episodio: "The Innocents"            |
| 2007–2012  | Wizards of Waverly Place                 | Harper Finkle         | Papel principal, 91 episodios        |
| 2009       | Dadnapped                                | Debbie                | Película para televisión             |
| 2009       | Phineas and Ferb                         | Amanda (voz)          | 2 episodios                          |
| 2009       | Wizards of Waverly Place: The Movie      | Harper Finkle         | Película para televisión             |
| 2010       | Harriet the Spy: Blog Wars               | Harriet M. Welsch     | Película para televisión             |
| 2011       | Mean Girls 2                             | Abby Hanover          | Película para televisión             |
| 2011–2012  | Generator Rex                            | Beverly Holiday (voz) | 2 episodios                          |
| 2012       | Pair of Kings                            | Priscilla             | Episodio: "Make Dirt, Not War"       |
| 2013–2014  | Deadtime Stories                         | Niñera                | Papel principal, 11 episodios        |
| 2013       | Body of Proof                            | Hannah                | Episodio: "Lost Souls"               |
| 2013       | The Wizards Return: Alex vs. Alex        | Harper Finkle         | Película para televisión             |
| 2014       | High School Possession                   | Chloe Mitchell        | Película para televisión             |
| 2016       | Nasty Habits                             | Rachel                | Película para televisión             |
| 2017       | Nasty Habits                             | Rachel                | Episodio: "The Smallest Fuck Up"     |
| 2018       | Whisker Haven Tales with the Palace Pets | Zoe (voz)             | Episodio: "Go Away, Petite!"         |

## Premios y nominaciones
| Año  | Título                | Categoría                                                                         | Trabajo                  | Resultado |
| ---- | --------------------- | --------------------------------------------------------------------------------- | ------------------------ | --------- |
| 2004 | Premios Artista Joven | Mejor actuación en una Película - Actriz menor de diez años de edad o más jóvenes | Secondhand Lions         | Nominada  |
| 2006 | Premios Artista Joven | Mejor actuación en una Serie de Televisión (Comedia o Drama)                      | House M. D.              | Nominada  |
| 2008 | Premios Artista Joven | Mejor actuación en una serie de TV                                                | Wizards of Waverly Place | Nominada  |
| 2012 | Kids' Choice Awards   | Personajes favorito de Tv                                                         | Wizards of Waverly Place | Nominada  |